# Vest-Agder
Vest-Agder (Agder Occidental)( ? i  escolteu-ne la pronunciació en noruec) és un comtat de Noruega, fronterer amb els comtats de Rogaland a l'est i d'Aust-Agder a l'est. El 2016 tenia 182.701 habitants, el 3,5% del total de Noruega. La superfície és de 7,281 km². La capital és Kristiansand.
Les exportacions, el comerç i la recreació formen la principal activitat industrial del comtat. En comparació amb altres comtats de Noruega, Vest-Agder es caracteritza per tenir el nivell més alt d'exportacions estrangeres. Una altra dimensió internacional vinculada al comtat és l'emigració a gran escala d'Amèrica del Nord que va tenir lloc a partir de la dècada del 1850. Aquesta característica és particularment predominant a Kvinesdal i Farsund, mantenint forts vincles culturals amb els Estats Units.

## Informació general

### Nom
El significat del nom és "la part occidental d'Agder".
Lister og Mandal amt va ser creat l'1 de gener de 1662 i que consistia en els dos lent d'edat de Lister i Mandal. Aquest nom va continuar fins l'1 de gener de 1919, quan el nom va ser canviat a Vest-Agder.

### Escut d'armes
L'escut d'armes és modern. Se'ls hi va concedir el 12 de desembre de 1958. Mostra un roure groc sobre un fons verd, que representa la rica naturalesa de la zona.

## Geografia
Vest-Agder és el comtat més meridional de Noruega, que s'estén cap a l'interior des del mar del Nord a través del seu braç, l'Skagerrak, cap a la perifèria sud de la vall de Setesdal, envoltada per la serralada de Setesdalsheiene. Inclou el punt més meridional de tot el país, l'illa Pysen al sud de Mandal, i la part més meridional de la Noruega continental, Lindesnes. Té una superfície molt trencada i muntanyós. Des de la costa hi ha sis valls que s'estenen cap al nord al comtat: Audnedalen, Lyngdalen, Kvinesdalen, Måndalen, Sirdalen, i Otradalen (que continua a Aust-Agder on se li crida Setesdal).
La major part de la població es troba al llarg de la costa, incloent les ciutats de Kristiansand, Mandal, Flekkefjord, i Farsund. Aquesta costa és molt accidentada, am 31 fiords principals. La part nord també és muntanyenca i escassament poblada, mentre que els erms centrals s'utilitzen per al pasturatge dels bestiar boví i oví. Des que el corrent del Golf toca la costa de Vest-Agder, també se l'anomena "la ribera noruega", i Agder en seu conjunt també es denomina "La Califòrnia de Noruega".

## Història
Al segle xvi, els vaixells mercants holandesos van començar a visitar els ports al sud de Noruega per a la compra de salmó i altres béns. Poc després que comencés l'exportació de fusta, com el roure des del sud de Noruega va ser excepcionalment adequat per a la construcció naval. A mesura que els Països Baixos es va desenvolupar al segle xvii, el comtat va començar a patir una severa escassetat de feina, i moltes famílies de Vest-Agder i Aust-Agder van emigrar als Països Baixos, especialment a les zones costaneres.
Al segle xix va començar l'emigració cap als Estats Units. Una de les causes més importants d'aquesta emigració va ser l'aparició dels vaixells de vapor. Mentre Vest-Agder i Aust-Agder històricament havien tingut posicions molt forts a la fabricació i reparació de vaixells de vela, el canvi a vapor es produir en temps molt durs per a aquesta indústria. L'emigració als Estats Units era un mitjà d'escapar de l'alta taxa de desocupació que hi havia.

## Divisió administrativa
Consta de 15 municipis:
| Rang  | Nom          | Habitants | Àrea km² |
| ----- | ------------ | --------- | -------- |
| 1     | Kristiansand | 90.000    | 261      |
| 2     | Mandal       | 14.696    | 212      |
| 3     | Vennesla     | 13.116    | 363      |
| 4     | Søgne        | 12.509    | 144      |
| 5     | Farsund      | 9.310     | 252      |
| 6     | Flekkefjord  | 9.003     | 482      |
| 7     | Lyngdal      | 7.739     | 372      |
| 8     | Songdalen    | 5.940     | 207      |
| 9     | Kvinesdal    | 5.776     | 893      |
| 10    | Lindesnes    | 4.661     | 299      |
| 11    | Marnardal    | 2.231     | 379      |
| 12    | Sirdal       | 1.790     | 1.555    |
| 13    | Audnedal     | 1.670     | 251      |
| 14    | Hægebostad   | 1.624     | 426      |
| 15    | Åseral       | 917       | 801      |
| Total | Vest-Agder   | 182.377   | 7.281    |